# Blasorchester der Region Basel
Das Schweizer Blasorchester der Region Basel (bobl) war ein sinfonisches Blasorchester, welches in den Jahren 1987 bis 2004 primär zeitgenössische Originalbläserwerke spielte. Gegründet wurde die Formation 1987 ursprünglich als Blasorchester Baselland von Bruno Martin und Philipp Wagner, die damals beide Trompete und Blasorchesterdirektion studierten. Das Orchester erhielt in der Zeit seines Bestehens mehrere Preise und Auszeichnungen, insbesondere an internationalen Festivals und Wettbewerben.

## Profil
Als Ad-hoc-Orchester organisiert, spielten primär Musikstudenten und begabte Amateurmusiker aus der Region Basel in der Formation mit. In der Regel gab es zwei Konzertsessionen pro Jahr.
Ungewöhnlich war der Umstand, dass das Orchester während der ganzen Zeit des Bestehens von zwei Dirigenten musikalisch geleitet wurde, die sich während der Konzerte mehrfach den Taktstock weiter reichten. Die Zielsetzung der beiden Gründer und Dirigenten Bruno Martin und Philipp Wagner (letzterer ist seit 1989 Leiter der Stadtmusik Basel und seit 2012 Kommandant des Kompetenzzentrums Militärmusik der Schweizer Armee) war es, in der Nordwestschweiz einen Klangkörper zu schaffen, welcher sich primär zeitgenössischen Originalbläserwerken widmete, engagierte Amateurmusiker förderte und ihnen den Zugang zu dieser Art von Musik ermöglichte. 1993 wurde der ursprüngliche Name in Blasorchester der Region Basel geändert, da immer mehr Musiker aus der weiteren Region dazu stiessen. Die etablierte Abkürzung bobl wurde beibehalten.
Bereits 1990 begann das Orchester, an internationalen Wettbewerben im Ausland teilzunehmen. So gewann das Blasorchester der Region Basel 1990 das internationale Musikfestival von Göteborg in Schweden (eines der grössten Blasmusikfestivals Skandinaviens) und 1995 das Australian International Music Festival in Sydney, bei welchem das Orchester in der Concert Hall des Sydney Opera House auftrat. Weitere Auslandauftritte waren die Teilnahme an der WASBE-Conference in Valencia, Spanien 1993, und am Mid Europe Festival in Schladming, Österreich 1999 (eines der grössten europäischen Festivals für Blasorchester und Ensembles). Im Jahr 1991 erhielt das bobl den Kultur-Förderpreis Musik des Kantons Basel-Landschaft. 2004 wurde das Blasorchester aufgelöst.

## Diskografie
Das Blasorchester spielte zwei Tonträger in Studioqualität ein. Das  Album «A little Night and Day Music» (Verlag AMOS 1991) sowie den Tonträger «Kleine Dreigroschenmusik» (Verlag AMOS 1995).